# ネタバレ
ネタバレ（あるいはネタバラシ）とは、作品（小説、劇、テレビ番組、映画、漫画、ゲームなど）の内容のうちの、物語上の仕掛けや結末といった重要な部分を暴露してしまうこと、またはその情報自体を指す。物語性のある作品以外でも、生中継ではないスポーツの勝敗、プレゼントやサプライズ演出の内容などが、知らない者に対して露見することに対しても用いられる。

## 概要
「ネタ」は、「種（たね）」の倒語で、この場合は物語の仕掛けを意味し、特に詳細な設定や物語の核心といった、作品の内容や結末のことを指す
。「バレ」とは隠しごとの露見を意味する「バレる」に由来する。つまり、ネタがバレてしまうことをいう。英語では、害するを意味するスポイル（spoil）から、楽しみを害するという意味合いで「スポイラー（spoiler）」と呼ばれる。
「ネタバレ」という言葉自体は、日本では平成期に入ってからインターネットで使われ始めた俗語で、BBS、ブログ、SNSなどのウェブサイトで「このサイト（BBS）はネタバレ禁止」というように使用するインターネットユーザが使いはじめた。
感想、評論、解題などにおいては、その作品を読んだり、観たりした者が、作品の内容に触れる必要があることがある。しかし、読者（視聴者）に驚愕を与える目的でどんでん返しが用意されている場合や、推理小説の犯人やゲームのシナリオなど真相を明らかにすると、未読（未視聴）者の楽しみを奪うことになると信じられている。通常、人間は自分の記憶を自由に消すことはできないため、作品を期待している者は大きなショックを受けると考えられている。
そこで、対象となる作品を明示した「ネタバレ注意」を掲示し、あらかじめ警告を与えることで、未読者の楽しみを守ろうとする考え方が広まった。
インターネット上では掲示板やブログといった情報の発信や、検索エンジンなどを用いた情報の収集が容易であるため、意図せずネタバレを広めてしまったり読んでしまったりする状況も多く起こっており、ネタバレを防ぐための手段も模索されている。

## 公開前のネタバレ
主として発売日前にフライングゲットした漫画やゲームソフトなどを原因とする、正規公開前のネタバレが特別に問題とされる場合もある。民放の地上波で放送されるテレビドラマ・テレビアニメなども、地域によって放送されなかったり放送日が遅れたりする場合には、同様の問題が生じる。また、漫画・アニメ・ゲームなどの制作スタッフが守秘義務を犯して暴露するか、あるいは過失で必要以上に情報を公開し、結果としてネタバレになってしまうこともある。場合によってはスタッフが意図的に微少なネタバレと成り得る情報を漏洩し、それを黙認するケースもある。
これらは早バレなどと呼ばれ、制作者側でないものが行った場合には主に「著作者人格権#公表権」について罪を問われることがある。
テレビ番組の収録では出演者・スタッフ・番組の観覧者が放送前の番組内容と放送上、自主規制音で伏せられた内容などをSNSなどで口外することは禁止されている。

## インターネットコミュニティとネタバレ
ネット掲示板の、該当する作品に関連するスレッド、あるいは多くの人が見る可能性の高い雑談系スレッドなどに、未鑑賞の人に嫌がらせする目的で故意にネタバレを書き込むケースもある。
ネットコミュニティによっては、
1. 正規の公開日までネタバレ禁止
2. 正規の公開日から2日 - 3日以上[要出典]経過するまで禁止（地域差などによる公開日の違いを考慮）
3. 単行本の発売日までネタバレ禁止（連載漫画などの場合）

などのルールが敷かれることもある。

## ネタバレに関する社会的事例
厳重に保護されたケース
- 2007年7月21日に販売された『ハリー・ポッターシリーズ』完結編となる『ハリー・ポッターと死の秘宝』では、日本円で約26億円をかけて発売日前の情報漏洩が発生しないよう厳重な管理がおこなわれたが、一部で情報が流出しネタバレしてしまった[注 2]。
- スパイク・チュンソフト（旧・スパイク）のコンピュータゲーム「ダンガンロンパシリーズ」は、「発売後も含めてネット上でのネタバレの拡散を禁止」する旨を発売前に告知している[要出典][11]。アトラスのゲーム『ペルソナ5』は同様のネタバレ自粛依頼に加え、ネタバレを拡散した者に対して法的措置も検討する旨を警告している[12][13]。

警告を受けたケース
- 2014年（平成26年）、まとめサイト「ナルトちゃんねる」の記事に対し大手出版社が警告をおこない、同サイトはネタバレに該当する記事をすべて削除した[14]。出版社は今後、ネタバレ・まとめサイトについては事前の警告なく法的手段をとる可能性があると伝えてきたという[14][15]。

訴訟に発展したケース
- 1987年（昭和62年）、ゲーム雑誌『ハイスコア』に掲載されたゲーム『ドラゴンクエストII 悪霊の神々』のネタバレ記事に対し、発売元のエニックス（現スクウェア・エニックス）から裁判所に仮処分申請が出され、出版元のハイスコアメディアワークに対して発行停止命令が下された。類似の事件については攻略本の項も参照。

逮捕されたケース
- 2017年（平成29年）9月6日、広告収入目的で人気漫画『ONE PIECE（ワンピース）』を始めとする漫画の画像を発売前にウェブ掲載していたとして、早売りネタバレまとめサイトの管理人5人が逮捕された[16]。逮捕理由は無断転載による著作権法違反（公衆送信権侵害、出版権侵害）だが、これを機に同種のネタバレサイトの閉鎖が相次ぐようになったとされる[17]。

情報開示命令
- 2021年（令和3年）3月26日、小学館のマンガアプリで連載中のマンガ『ケンガンオメガ』のセリフほぼすべてがネタバレサイトに掲載されたことが著作権の侵害に当たるとし、サーバーの管理会社に発信者の情報の開示を求めた裁判の判決が東京地方裁判所で言い渡された。東京地裁はネタバレサイトがおこなった漫画のセリフの無断転載を著作権侵害にあたるとし、発信者情報の開示を命じる判決をくだした。小学館側は、セリフの丸写しが著作権侵害にあたると判断したこの判決は画期的だとしている[18][19]。

## ネタバレは作品の楽しみを奪うのか否か
一般的に、ネタバレはこれから作品を鑑賞しようとしている人の楽しみを奪い、作品の魅力を台無しにしてしまうものであると考えられている。
ところがこの考えに反する研究結果もある。2011年にカリフォルニア州立大学心理学部が学生30人を対象に行った実験では、これから読む推理小説の結末を知らされずに読んだ読者よりも、結末に関するネタバレを知らされていた読者の方が、作品を楽しめたという評価が高くなるという結果が得られた。研究者はこの実験結果を、あらかじめ結末を知ることによって作品のプロットや散りばめられた伏線に対する理解が深まり、その結果として自分が理解しやすい内容を好ましく感じる脳の作用が反映された結果だと推測している。